# ソニー・ロリンズ

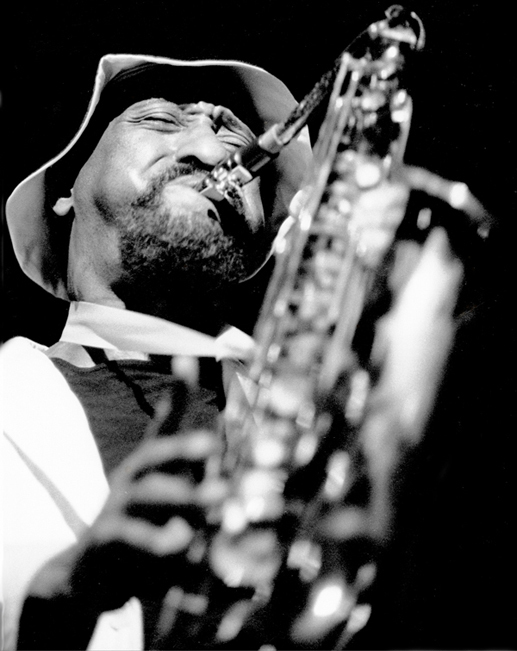
ソニー・ロリンズ（1982年）

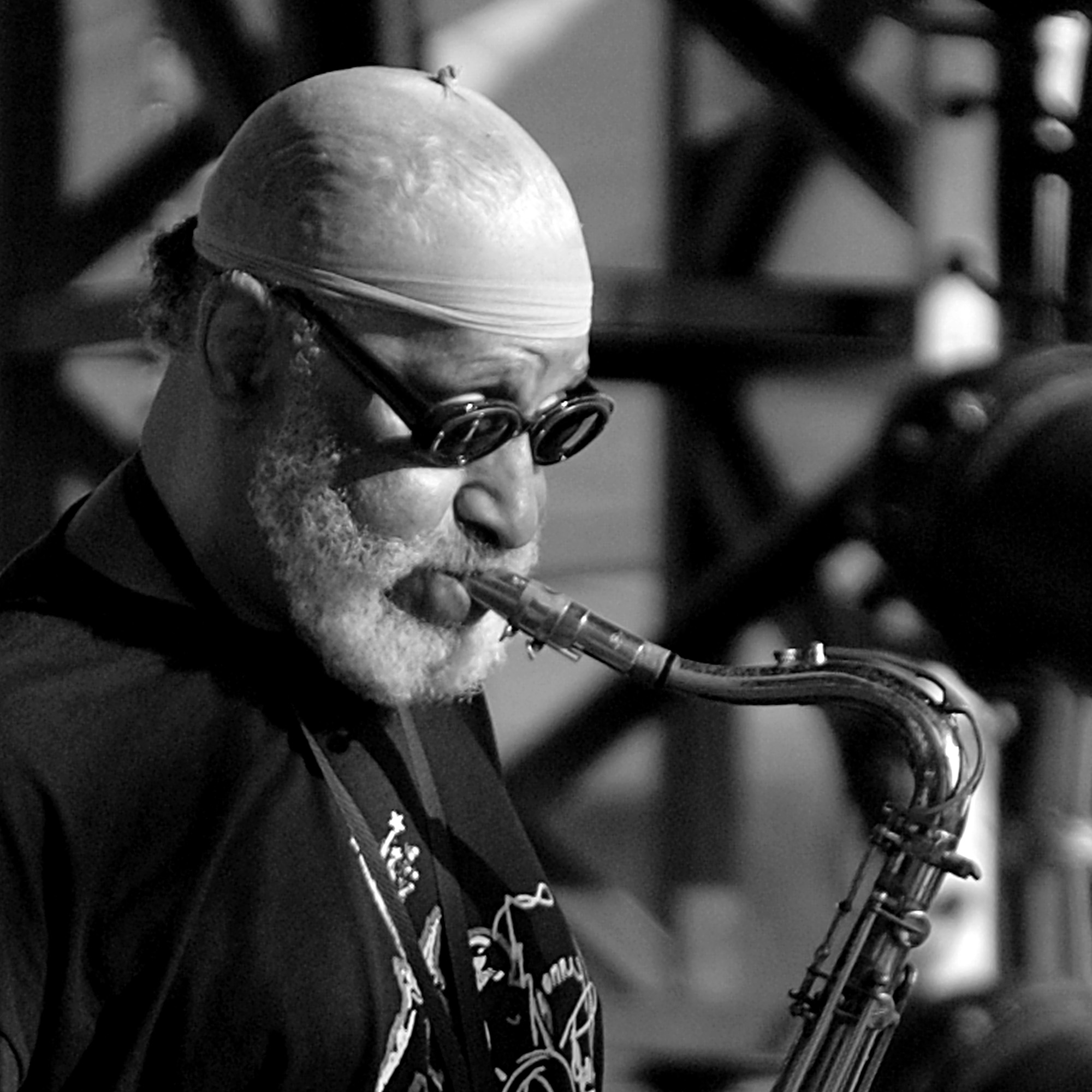
ソニー・ロリンズ（2005年）

ソニー・ロリンズ（Sonny Rollins、1930年9月7日 - ）は、アメリカ合衆国のジャズ・サックス奏者。本名セオドア・ウォルター・ロリンズ（Theodore Walter Rollins）。ハード・バップのサックス奏者。しばしば「男性的」と言われる豪快なブローが特長であり、幾多のスタンダード曲の作曲者としても知られる。長年、アルバムとライブで即興演奏を披露してきた。

## 経歴

### 生い立ちから1950年代
1930年9月7日、アメリカ合衆国のニューヨークで生まれた。7歳の頃、ルイ・ジョーダンのレコードを聴いてサックスに興味を持つ。9歳でピアノを、11歳でアルト・サックスを学び、高校時代にテナー・サックスに転向。この頃、ジャッキー・マクリーンやケニー・ドリューと一緒にバンドを組んでいた。また、大御所サックス奏者のコールマン・ホーキンスが近所に住んでおり、サインを貰うためにホーキンスの自宅に押しかけたこともあったという。
その後本格的にプロの道に進み、1949年にレコーディングを初経験。同年、J・J・ジョンソンのレコーディングに参加し、初の自作曲「Audobon」を提供。更にバド・パウエルと共演。
1950年、マイルス・デイヴィスと出会う。マイルスは、当時のロリンズに関して「バード（チャーリー・パーカー）と同じようなレベルでサックスを吹いている”と言う連中もいた」と証言している。ロリンズはチャーリー・パーカーへの憧れから当時ヘロインにも手を出しており、1950年初頭には麻薬を買うために武装強盗を行ったことで逮捕、ライカーズ刑務所で10カ月間を過ごした後に仮釈放される。
1951年1月17日、マイルス・デイヴィスのリーダー・セッションの傍ら、初めてバンド・リーダーとしてのレコーディングを行う。この時、ピアニストのジョン・ルイスが所用で帰ったため、マイルスが代わりにピアノを担当。それを機に、ロリンズはプレスティッジ・レコードとの契約を得た。なお、ロリンズが初めて自己名義で録音した「アイ・ノウ」は、後年になってアルバム『ソニー・ロリンズ・ウィズ・ザ・モダン・ジャズ・クァルテット』に追加収録される。
1952年、ヘロイン使用で仮釈放条件に違反し再逮捕。
その後、バンド・リーダーとしての活動と並行して、マイルスのレコーディングに参加。1953年3月にマイルスのセッションに参加した時は、ロリンズが憧れていたチャーリー・パーカーとも共演し、その模様はマイルスの『コレクターズ・アイテムズ』で聴ける。1953年10月に行われたロリンズのリーダー・セッションでは、モダン・ジャズ・クァルテットがバックを務めた。
1954年、ヘロインの習慣を断ち切るため音楽活動を停止し、ケンタッキー州レキシントンの連邦医療センターで治療プログラムを受ける。
1955年、シカゴに移りタイプライター修理工場などで労働者として働いた後、同年11月よりクリフォード・ブラウン=マックス・ローチ・クインテットの一員として活動再開。更に、ローチのサポートを得てバンド・リーダーとしても再起する。
そして、1956年のリーダー・アルバム『サキソフォン・コロッサス』が評価され、一躍知名度が上がった。本作の収録曲「セント・トーマス」は、21世紀に至るまで、ロリンズのコンサートで重要なレパートリーとなった。イギリスのジャズ・ロック・バンド、サーカスらも、同曲をカバーしている。その後はブルーノート、コンテンポラリー・レコード、リバーサイド・レコードなど様々なレコード会社に多くの録音を残した。この時期の代表作としては『ウェイ・アウト・ウエスト』『ニュークス・タイム』『ヴィレッジ・ヴァンガードの夜』『フリーダム・スイート』などがある。また、1957年11月29日、殿堂カーネギー・ホールでコンサートを行った。
1950年代末には全盛期にあったが、ロリンズは自分の演奏を見つめ直すため、突如引退した。当時のジャズシーンに自身のエピゴーネンのようなテナー奏者が目立つようになっていたことが一因とされる。休養中も練習に励んでいたという。

### 1960年代以降
1961年11月に活動を再開し、ほどなくRCAビクターと契約。1962年初頭にはジム・ホールなどを従えて、久し振りの新作をレコーディング。アルバムのタイトルは、練習場所にちなんで『橋』となった。同アルバムはジム・ホールを含む4人編成で録音された。同年発表の『ホワッツ・ニュー』は、ラテン音楽からの影響をふんだんに取り入れた明朗な作品となったが、一方、ライブ・アルバム『アワ・マン・イン・ジャズ』では、フリー・ジャズのドン・チェリーなどと組み、前衛的なアプローチも見せる。
1963年のニューポート・ジャズ・フェスティバルに出演した際、ロリンズにとって憧れの存在だったサックス奏者コールマン・ホーキンスと共演し、ホーキンスをゲストに迎えたアルバム『ソニー・ミーツ・ホーク』も制作。同年、初の日本公演を行う。演奏のみならず、モヒカン刈りの頭で、日本のファンに強烈な印象を残した。ロリンズは後年、「僕は同じマイノリティ（アフリカ系アメリカ人）として、インディアンが抱えていた社会問題とは無縁でいられなかったから、衝動的に髪を剃った」と発言している。
その後インパルス!レコードに移籍。1966年初頭、イギリス映画『アルフィー』の音楽を制作。同年制作した『イースト・ブロードウェイ・ラン・ダウン』が、ロリンズにとって1960年代最後のスタジオ・レコーディングとなった。1968年、2度目の日本公演を行った。同年、精神修行のためインドを訪れる。1969年秋、みたび活動を停止した。
1972年、マイルストーン・レコードに移籍。復活作『ネクスト・アルバム』では、1960年代末から流行しつつあったエレクトリック・ジャズの分野に挑戦。1973年から1976年にかけて、日本人ギタリストの増尾好秋がソニー・ロリンズのバンドに参加していた。1977年のアルバム『イージー・リヴィング』は、スティーヴィー・ワンダーのカバー「イズント・シー・ラヴリー（可愛いアイシャ）」が話題となった。
1981年、ローリング・ストーンズ『刺青の男』のレコーディングに参加。ストーンズのドラマー、チャーリー・ワッツはジャズ・ドラマーでもあり、以前から熱心なジャズ・ファンで、ミック・ジャガーから「最高のサックス奏者は誰か」と相談され、ロリンズの名前を出したという。その結果、本当に共演が実現し、チャーリーは後年「目の前で吹いている姿が観られて感激した」と述懐している。この時、ロリンズが参加した「友を待つ」（ウェイティング・オン・ア・フレンド）はシングルカットされ、ビルボード全米シングルチャートで13位にまで上昇した。
1985年7月19日には、ニューヨーク近代美術館で1時間近くに渡って無伴奏のサックス・ソロを演奏し、話題となった。その一部始終は録音され、ライブ・アルバム『ザ・ソロ・アルバム』として発売された。
1986年、ジャズとクラシック音楽の融合に挑戦し、「テナー・サックスとオーケストラのための協奏曲」を作曲。オーケストラ編曲は、フィンランドの指揮者ヘイッキ・サルマントが担当。5月18日の東京公演で読売日本交響楽団を従えて初演され、その模様の一部はDVD『サキソフォン・コロッサス』で視聴できる。1989年の作品『JAZZに恋して』では、ロリンズを慕うサックス奏者ブランフォード・マルサリスと共演。
2001年9月11日、ロリンズは世界貿易センターからわずか6ブロック先の場所で、アメリカ同時多発テロ事件を目撃。大きなショックを受けるが、妻の支えもあって、9月15日のボストン公演はキャンセルせずに敢行。ロリンズはメンバー紹介の後、音楽の素晴らしさや美しさについて改めて力説した。この模様は、2005年にライブ・アルバム『ウィザウト・ア・ソング (9.11コンサート)』として発売される。
2005年、活動を縮小することを発表し、11月に再度日本公演を行う。その後、自主レーベルのドキシーを立ち上げ、2006年には6年ぶりのアルバム『ソニー・プリーズ』を発表。2007年9月18日、カーネギー・ホールで50周年コンサート（ロリンズ初のカーネギー・ホール公演から50年という意味）を行う。2008年、5月に再度日本公演を行う。2010年、10月にソニー・ロリンズ“80歳記念”ツアー2010を行う。
また、ロリンズは『ウェイ・アウト・ウエスト』など多くの作品で、ピアノ抜きのトリオ編成での演奏を試みた。サックスは構造上和音を出せないため、こうした編成でバンド・サウンドに厚みを出すのは難しいが、それで多くの演奏を生み出したロリンズは創造力があったと言える。
作曲面でも、「エアジン」「セント・トーマス」「オレオ」などのスタンダード・ナンバーを生み出した。サックス奏者はもちろん、ビル・エヴァンスやマル・ウォルドロンなどのピアニスト、ウェス・モンゴメリーやジム・ホールなどのギタリストも、ロリンズの作品を取り上げている。また、カリプソやボサノヴァといったラテン音楽を、早くからジャズと融合させていたことも特筆すべきである。
文学の分野でも、ロリンズへの敬意がうかがえる作品が存在する。
ロリンズは1957年、大リーガー、ドン・ニューカムに捧げたアルバム『ニュークス・タイム』を制作している。
禅やヨガといった東洋哲学にも造詣が深い。1968年の日本ツアー中、横浜市の總持寺に立ち寄ったこともある。また、2005年のインタビューでは、「ヨガは今でもやっている」と発言し、サックスを吹くための呼吸法にヨガを取り入れていることを語った。

## ディスコグラフィ

### リーダー・アルバム

#### 1950年代
- Sonny Rollins Quartet（1951年、プレスティッジ）
- Sonny and the Stars（1951年、プレスティッジ）
- Mambo Jazz（1951年、プレスティッジ）
- 『ソニー・ロリンズ・ウィズ・ザ・モダン・ジャズ・クァルテット』 - Sonny Rollins With the Modern Jazz Quartet（1953年、プレスティッジ）
- 『ムーヴィング・アウト』 - Moving Out（1954年、プレスティッジ）
- Sonny Rollins Plays Jazz Classics（1954年、プレスティッジ）
- Sonny Rollins Quintet（1954年、プレスティッジ）
- Taking Care Of Business（1955年、プレスティッジ）
- Worktime（1955年、プレスティッジ）
- 『サキソフォン・コロッサス』 - Saxophone Colossus（1956年、プレスティッジ）
- 『プラス・フォー』 - Sonny Rollins Plus 4（1956年、プレスティッジ）
- Three Giants（1956年、プレスティッジ）
- 『テナー・マッドネス』 - Tenor Madness（1956年、プレスティッジ）
- 『ロリンズ・プレイズ・フォー・バード』 - Rollins Plays for Bird（1956年、プレスティッジ）
- Sonny Boy（1956年、プレスティッジ）
- 『トゥア・デ・フォース』 - Tour de Force（1956年、プレスティッジ）
- 『ソニー・ロリンズVol.1』 - Sonny Rollins Vol I（1956年、ブルーノート）
- 『ウェイ・アウト・ウエスト』 - Way Out West（1957年、コンテンポラリー）
- 『ソニー・ロリンズVol.2』 - Sonny Rollins Vol II（1957年、ブルーノート）
- 『ザ・サウンド・オブ・ソニー』 - The Sound of Sonny（1957年、リバーサイド）
- 『ニュークス・タイム』 - Newk's Time（1959年、ブルーノート）
- 『ヴィレッジ・ヴァンガードの夜』 - Night at the Village Vanguard（1957年、ブルーノート）
- 『フリーダム・スイート』 - The Freedom Suite（1958年、リバーサイド）
- 『アンド・ザ・ビッグ・ブラス』 - Sonny Rollins and the Big Brass（1958年、ヴァーヴ）
- Brass & Trio（1958年、ヴァーヴ）
- 『コンテンポラリー・リーダーズ』 - Sonny Rollins and the Contemporary Leaders（1958年、コンテンポラリー）
- 『イン・ストックホルム1959』 - In Stockholm (1959)（1959年、ドラゴン・レコード）

#### 1960年代
- 『橋』 - The Bridge（1962年、RCAビクター）
- The Quartets featuring Jim Hall（1962年、RCAビクター）
- 『ホワッツ・ニュー』 - What's New?（1962年、RCAビクター）
- 『アワ・マン・イン・ジャズ』 - Our Man In Jazz（1962年、RCAビクター）
- 『ソニー・ミーツ・ホーク』 - Sonny Meets Hawk!（1963年、RCAビクター）
- All The Things You Are（1963年、RCAビクター）
- 『ナウズ・ザ・タイム』 - Now's The Time（1964年、RCAビクター）
- 『スタンダード』 - The Standard Sonny Rollins（1964年、RCAビクター）
- There Will Never Be Another You（1965年、インパルス）
- 『アルフィー』 - Alfie（1966年、インパルス）
- 『オン・インパルス』 - Sonny Rollins On Impulse（1966年、インパルス）
- 『イースト・ブロードウェイ・ラン・ダウン』 - East Broadway Run Down（1966年、インパルス）

#### 1970年代以降
- 『ネクスト・アルバム』 - Next Album（1972年、マイルストーン）
- Horn Culture（1973年、マイルストーン）
- 『ザ・カッティング・エッジ』 - The Cutting Edge（1974年、マイルストーン）
- Nucleus（1975年、マイルストーン）
- The Way I Feel（1976年、マイルストーン）
- 『イージー・リヴィング』 - Easy Living（1977年、マイルストーン）
- 『ドント・ストップ・ザ・カーニヴァル』 - Don't Stop The Carnival（1978年、マイルストーン）
- Don't Ask（1979年、マイルストーン）
- 『ラヴ・アット・ファースト・サイト』 - Love At First Sight（1980年、マイルストーン）
- No Problem（1982年、マイルストーン）
- Sunny Days Starry Nights（1984年、マイルストーン）
- 『ザ・ソロ・アルバム』 - The Solo Album（1985年、マイルストーン）
- G-Man（1986年、マイルストーン）
- Dancing In The Dark（1987年、マイルストーン）
- 『JAZZに恋して』 - Falling In Love With Jazz（1989年、マイルストーン）
- Here's To The People（1991年、マイルストーン）
- 『薔薇の肖像』 - Old Flames（1993年、マイルストーン）
- Sonny Rollins +3（1996年、マイルストーン）
- Global Warming（1998年、マイルストーン）
- 『ジス・イズ・ホワット・アイ・ドゥ』 - This Is What I Do（2000年、マイルストーン）
- 『ウィザウト・ア・ソング(9.11コンサート)』 - Without a Song: The 9/11 Concert（2005年、マイルストーン）
- 『ソニー・プリーズ』 - Sonny, Please（2006年、ドキシー）
- 『ロード・ショー』 - Road Shows（2008年、ドキシー）

### 参加アルバム
- バド・パウエル : 『ジ・アメイジング・バド・パウエルVol.1』
- マイルス・デイヴィス : 『マイルス・デイヴィス・アンド・ホーンズ』『ディグ』『コレクターズ・アイテムズ』『バグス・グルーヴ』
- セロニアス・モンク : 『セロニアス・モンク・アンド・ソニー・ロリンズ』『ブリリアント・コーナーズ』
- アート・ファーマー : 『アーリー・アート』
- クリフォード・ブラウン=マックス・ローチ・クインテット : 『アット・ベイズン・ストリート』『モア・スタディ・イン・ブラウン』
- マックス・ローチ : 『マックス・ローチ・プラス・フォー』『ヴァルス・ホット-ジャズ・イン3/4タイム』
- ケニー・ドーハム : 『ジャズ・コントラスツ』
- アビー・リンカーン : 『ザッツ・ヒム!』
- ディジー・ガレスピー : 『ソニー・サイド・アップ』
- ローリング・ストーンズ : 『刺青の男』

## 書籍
書籍・ムック
- はじめてのジャズ（内藤遊人・著、講談社、ISBN 4-06-148863-5）

ロリンズ初の日本公演のエピソードに関して参照
- マイルス・デイビス自叙伝I（マイルス・デイビス/クインシー・トループ・著、中山康樹・訳、宝島社、ISBN 4-7966-1682-9）

マイルス・デイヴィスの証言に関して参照
- CDジャーナルムック ジャズ・スタンダード名曲徹底ガイド上巻（池上信次ほか・著、音楽出版社、ISBN 4-900340-93-6）

「影響」の節に関して参照
- サンエイMOOK JAZZ HORN 2006（三栄書房、ISBN 4-87904-971-9）

デビュー前の来歴、ヨガとの関わりについて参照
- ジャズマンが愛する不朽のJAZZ名盤100（小川隆夫・著、河出書房新社、ISBN 4-309-26912-5）

1960年前後の引退、復帰作『橋』、ブランフォード・マルサリスの発言に関して参照
- 愛しのジャズメン（小川隆夫・著、三一書房、ISBN 978-4-380-07208-6）

1960年前後の引退、ローリング・ストーンズ関連のエピソードに関して参照
- 音楽CD検定ガイドブック上巻（レコード検定評議会・編、音楽出版社、ISBN 978-4-86171-029-2）

コールマン・ホーキンスとの共演、インド旅行に関して参照
- 『ジャズの歴史 その誕生からフリー・ジャズまで』 Frank Tirro、音楽之友社、1993年。ISBN 4276232511。

## サイト
- 増尾好秋公式サイト内の日記、2007年9月26日更新分

ロリンズとカーネギー・ホールの関わりについて参照
オリジナル英文ライナー・ノート
- ウェイ・アウト・ウエスト

1950年代中期の活動停止に関して参照
- ウィザウト・ア・ソング (9.11コンサート)

同時多発テロ当時に関して参照